# David Gauthier
Pour les articles homonymes, voir Gauthier.
David Gauthier est un philosophe canadien né le 10 septembre 1932 et mort le 9 novembre 2023,. Il est professeur émérite de l'université de Pittsburgh . 